# Gerard ter Borch

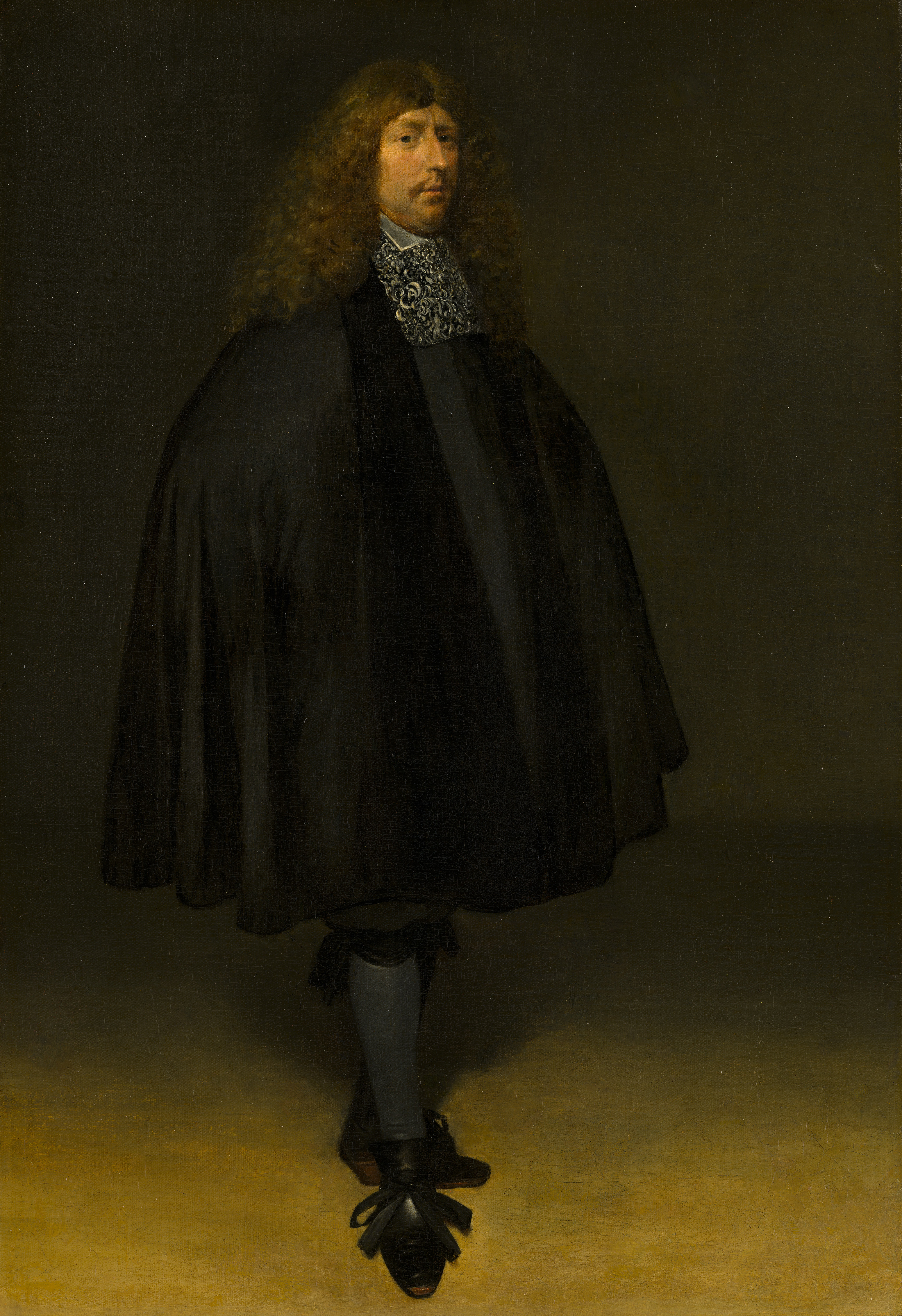
Gerard ter Borch; Selbstporträt, um 1668, Mauritshuis

Gerard ter Borch (der Jüngere), auch Gerard Terborch und Gerard Terborgh (* um 1617 in Zwolle; † 8. Dezember 1681 in Deventer), war ein holländischer Maler und Zeichner. Der Name Ter Borch weist auf die Herkunft aus dem Städtchen Terborg im alten Herzogtum Gelderland. Als Familienwappen führten die Ter Borchs seit dem 16. Jahrhundert das Wappen dieser Stadt: in goldenem Feld einen nach rechts springenden roten Löwen mit Zunge und Klauen in Azur, als Heimzeichen eine Burg.

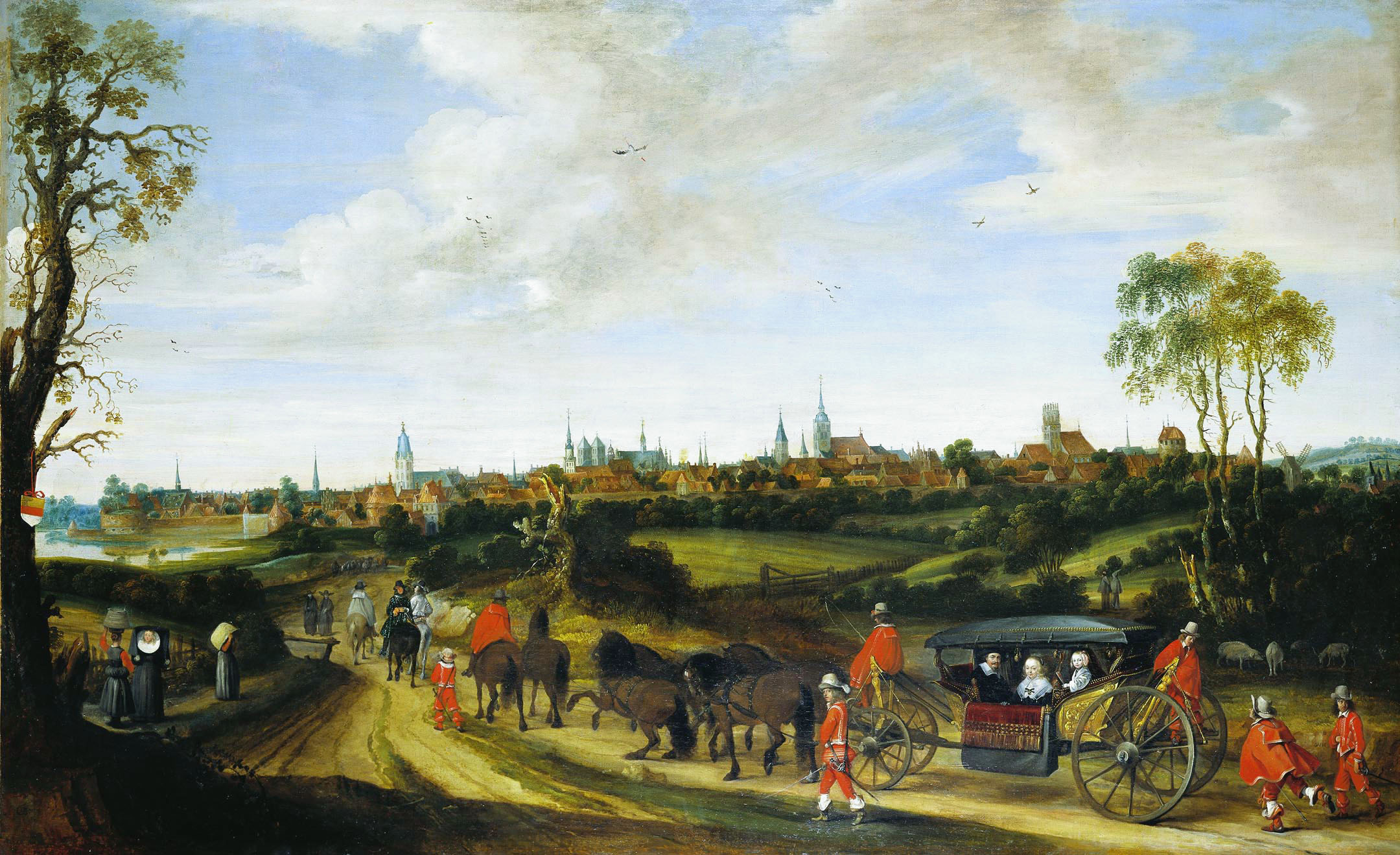
Einzug des holländischen Gesandten Adriaan Pauw (Stadtmuseum Münster)

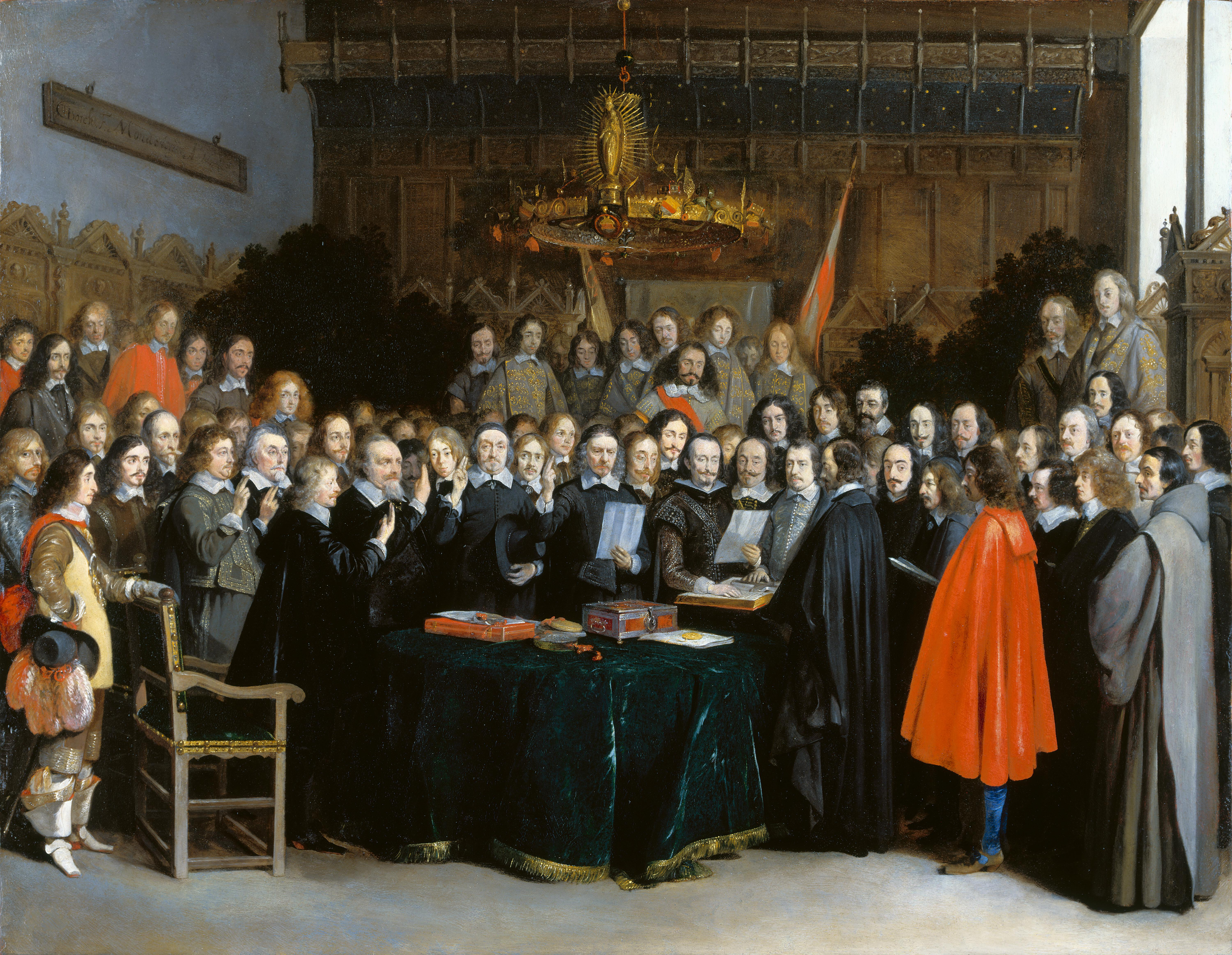
Friede von Münster

## Leben
Gerard ter Borch gilt als einer der Hauptmeister des holländischen Genrebildes. Seine erste Ausbildung als Zeichner erhielt er von seinem Vater Gerard ter Borch d. Ä. Erste Werke, die der Vater sorgfältig aufbewahrte, stammen aus dem Jahr 1625 und sind noch heute erhalten. Diese zeigen Genreszenen und vor allem Landschaften aus der Umgebung von Zwolle.
Gegen 1632 ist er erstmals in Amsterdam nachzuweisen. 1633 ging er nach Haarlem, wo ihn sein Vater aufgrund seines Interesses für die Natur beim Landschaftsmaler Pieter de Molyn in die Lehre gab. Schon zwei Jahre später erhielt er das Meisterrecht und durfte seine Bilder signieren. So stammt das früheste von ihm bekannte Werk auch aus dem Jahr 1635. Noch im Sommer des gleichen Jahres begab er sich nach London, wo sein Onkel Robert van Voerst (* 1597; † 1635 oder 1636) erfolgreich als Kupferstecher tätig war. Dort kam er in Kontakt zu Anthonis van Dyck. Gegen 1636 kehrte er für kurze Zeit nach Zwolle zurück, von wo aus er Studienreisen nach Italien und Spanien unternahm. In Madrid malte er ein Porträt des spanischen Königs Philipp IV., das jedoch nicht erhalten ist. Zwischen 1640 und 1645 befand er sich wieder in Holland, wo er vor allem in Holland und Amsterdam tätig gewesen ist. Dort erwachte in ihm das Interesse an der Genremalerei.
Zwischen 1644 und 1645 war er in Amsterdam als vielbeschäftigter Porträtist tätig und erlangte dadurch eine große Popularität. Dort gelang es Ter Borch, sich in den vornehmsten Amsterdamer Regentenkreisen Einzug zu verschaffen. Neben Porträts der Familien Six, De Graeff, Pancras, De Vicq fertigte er auch Bildnisse von angesehenen Gelehrten wie Caspar van Baerle. Diesem Bekanntheitsgrad verdankte er es, dass ihn 1646 der holländische Gesandte Adriaan Pauw bat, ihn zu den Friedensverhandlungen zwischen den Niederlanden und Spanien nach Münster zu begleiten. Dort durfte er viele der anwesenden Diplomaten porträtieren, wodurch er die Aufmerksamkeit des spanischen Gesandten, des Grafen von Peñeranda, erregte. Dieser nahm Gerard ter Borch in seine Dienste, so dass er Augenzeuge des am 15. Mai 1648 geschlossenen Separatfriedens zwischen den Niederlanden und Spanien wurde. Das Ereignis hielt er in seinem berühmten Gemälde Der Friedensschluss zu Münster fest, das heute im Rijksmuseum Amsterdam gezeigt wird. Noch im gleichen Jahr kehrte er nach Holland zurück, wo er in den nächsten Jahren in verschiedenen Städten tätig war. Abwechselnd lebte er in Amsterdam, Den Haag, Haarlem, Kampen und Zwolle. Sein Hauptbetätigungsfeld war nun die Genremalerei, wo er in kurzer Zeit zu einer Meisterschaft heranreifte, so dass er heute als einer der bedeutendsten Vertreter dieser Gattung gilt. Nach seiner Heirat am 14. Februar 1654 ließ sich Gerard ter Borch endgültig in Deventer nieder. Ab 1660 wandte er sich wieder vermehrt der Porträtmalerei zu, so dass nur noch wenige Genrebilder entstanden.

## Stilentwicklung

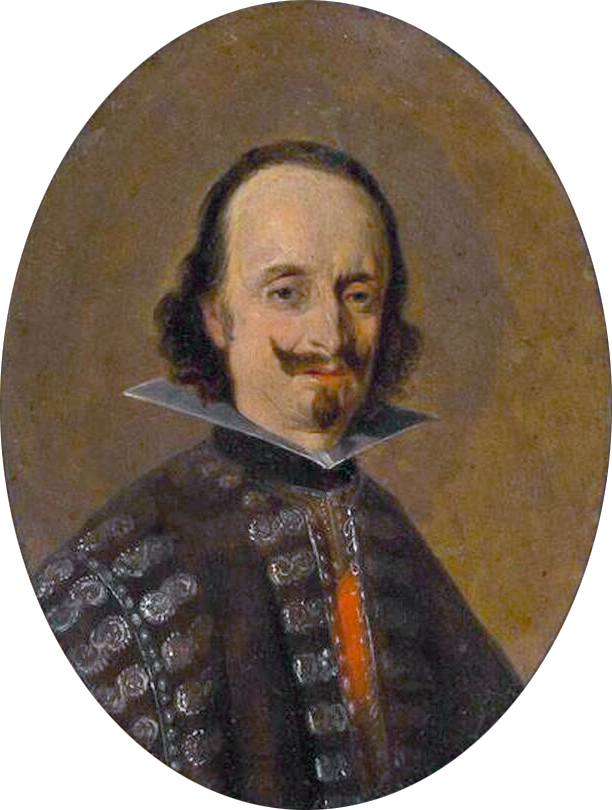
Porträt des Conde de Peñaranda

Trotz seines ausgedehnten Wanderlebens blieb Gerard ter Borch zeitlebens der holländischen Schule treu. Schon in seinen frühen Werken, die deutlich von den Amsterdamer Genremalern Pieter Codde und Willem Cornelisz. Duyster beeinflusst sind, zeigt sich sein Interesse für die Wiedergabe menschlicher Figuren, die vorrangig von einer Seite beleuchtet werden und sich in Räumen mit spärlicher Einrichtung befinden. In diesem Genre der Malerei waren seine Werke den größten Entwicklungen unterworfen. Malte er anfangs vor allem Szenen aus dem Volks- und Soldatenleben, spezialisierte er sich ab 1648 auf Interieurszenen mit einigen wenigen Figuren, die galante Paare und meist Damen beim Lesen, Schreiben, Musizieren oder der Toilette zeigen.
In der Art der Anordnung und Darstellung der Figuren beschritt Gerard ter Borch völlig neue Wege und wurde damit zum Wegbereiter für jüngere Meister, die sich an ihm orientierten. Beispielhaft seien hier nur Gabriel Metsu, Pieter de Hooch und Jan Vermeer genannt.
Seinen Porträtstil entwickelte Garard ter Borch unter dem Einfluss des Haarlemer Malers Hendrick Pot. Bereits in den 1640er Jahren war dieser voll ausgereift und kaum Wandlungen unterworfen. Seine Modelle sind meist schwarz gekleidet und vor neutralen grauen Hintergründen abgebildet.

## Ausgewählte Werke

### Nach Museen
- Amsterdam, Rijksmuseum
  - Bildnis des Gerard Abrahamsz van der Schalcke, 1644
  - Bildnis der Johanna Bardoel, 1644
  - Bildnis der Helena van der Schalcke als Kind, um 1644
  - Der Friede von Münster, 1648
  - Frau vor einem Spiegel, um 1650
  - Sitzendes Mädchen in bäuerlichem Kostüm, um 1650
  - Die väterliche Ermahnung, 1655
  - Bildnis des Moses ter Borch, 1667 (zusammen mit Gesina ter Borch)
  - Bildnis des François de Vicq, 1670
  - Bildnis der Aletta Pancras, 1670
  - Bildnis eines Mannes.
  - Bildnis einer Frau.
  - Bildnis des Godart van Reede.
  - Bildnis eines Mannes in Rüstung.
  - Bildnis des Jacob de Graeff.
- Antwerpen, Königliches Museum der Schönen Künste
  - Die Mandolinenspielerin, um 1657
- Bergamo, Accademia Carrara
  - Bildnis eines dicken Mannes, um 1670

- Berlin, Gemäldegalerie
  - Die Konsultation, 1635

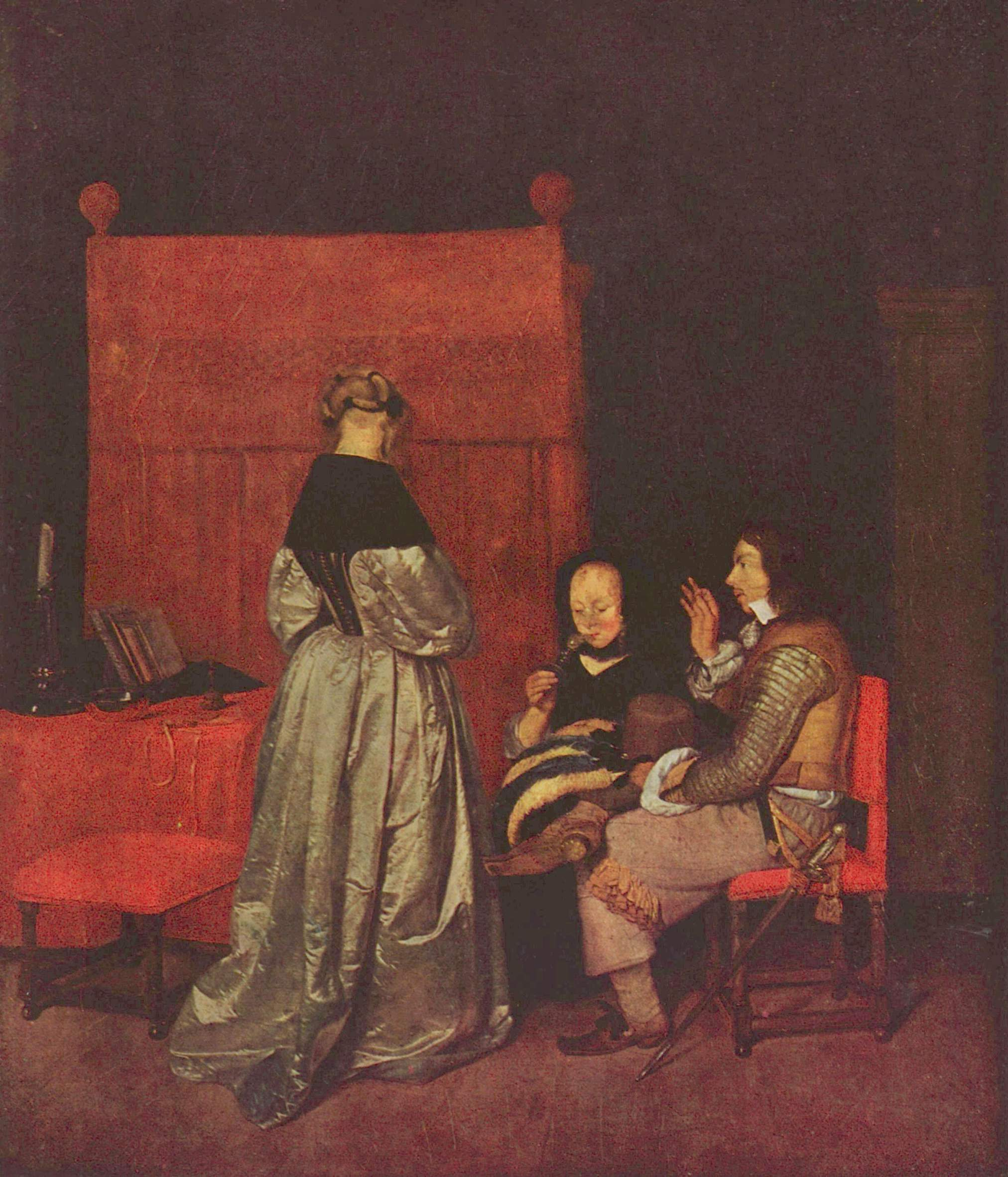
Die väterliche Ermahnung

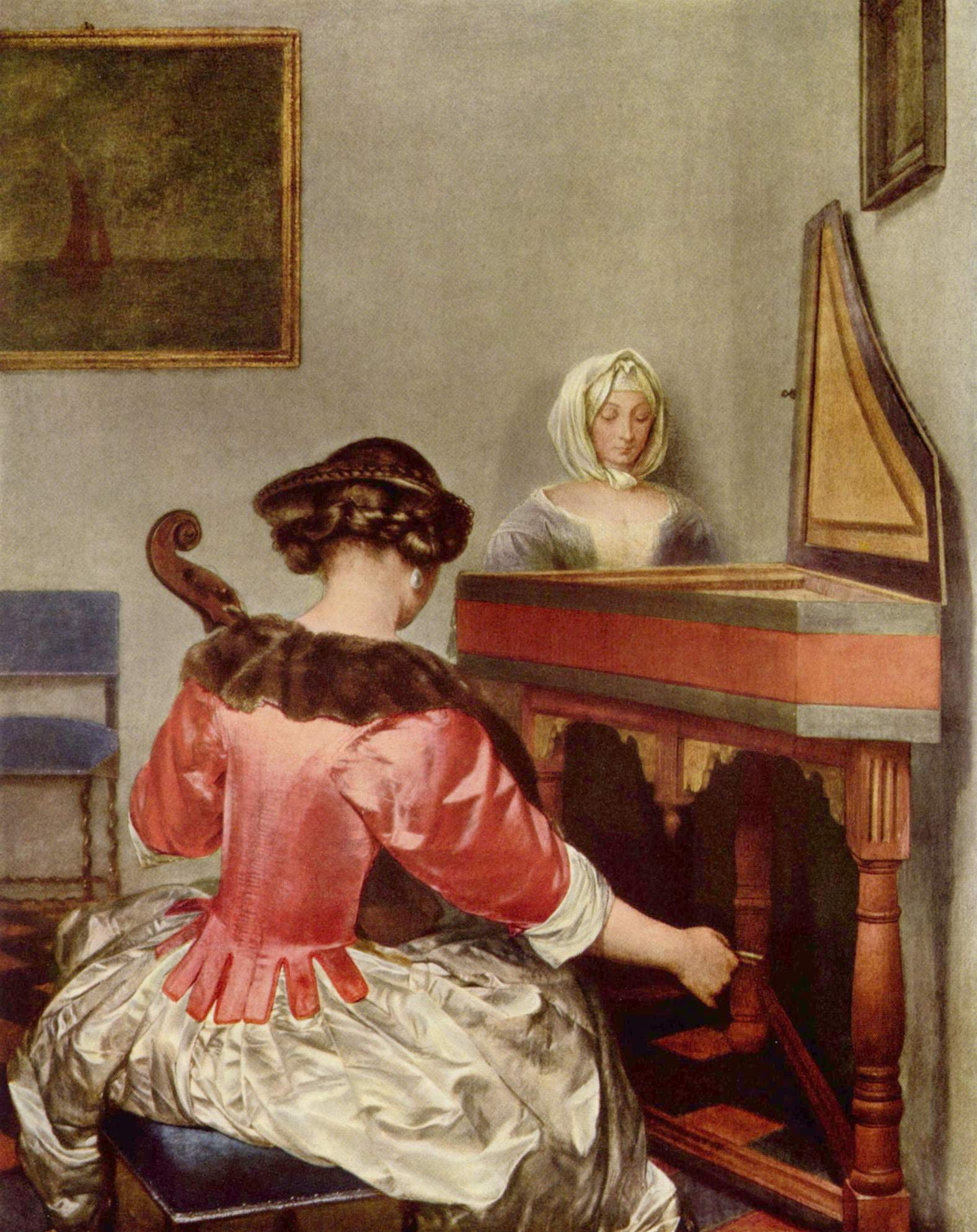
Das Konzert, Berlin

  - Kartenspielende Soldaten im Freien, um 1640–1645
  - Die Familie des Schleifers, um 1653
  - Die väterliche Ermahnung, um 1654/1655
  - Bildnis eines stehenden alten Mannes, um 1660
  - Junges Paar beim Wein, um 1662/1663
  - Der Raucher, um 1663–1665
  - Bildnis des Willem Marienburg, um 1664–1667
  - Bildnis der Gertruida Assink, um 1664–1667
  - Das Konzert, um 1675
  - Selbstbildnis, um 1675[4]
- ehemals Berlin, Kaiser-Friedrich-Museum
  - Bildnis eines Mannes, (wahrscheinlich 1945 zerstört)
  - Bildnis eines jungen Mannes, (wahrscheinlich 1945 zerstört)
- Boston, Museum of Fine Arts
  - Reiter, von hinten gesehen[5]
  - Bildnis einer Frau, um 1660
- Bremen, Kunsthalle Bremen
  - Die Tricktrackspieler, um 1640
  - Bildnis eines Mannes, um 1648
- Cincinnati, Cincinnati Art Museum
  - Das Konzert, um 1675
- Den Haag, Mauritshuis
  - Die Läusesucherin, um 1652/1653
  - Die unwillkommene Nachricht, 1653
  - Die Briefschreiberin, um 1655
  - Selbstbildnis.
  - Porträt Cornelis de Graeff, (um 1674)
- Detroit, Gemäldegalerie
  - Frau bei der Toilette, um 1660
  - Brieflesender Mann, um 1680
- Deventer, Rathaus
  - Gruppenbildnis des Magistrats von Deventer, 1667

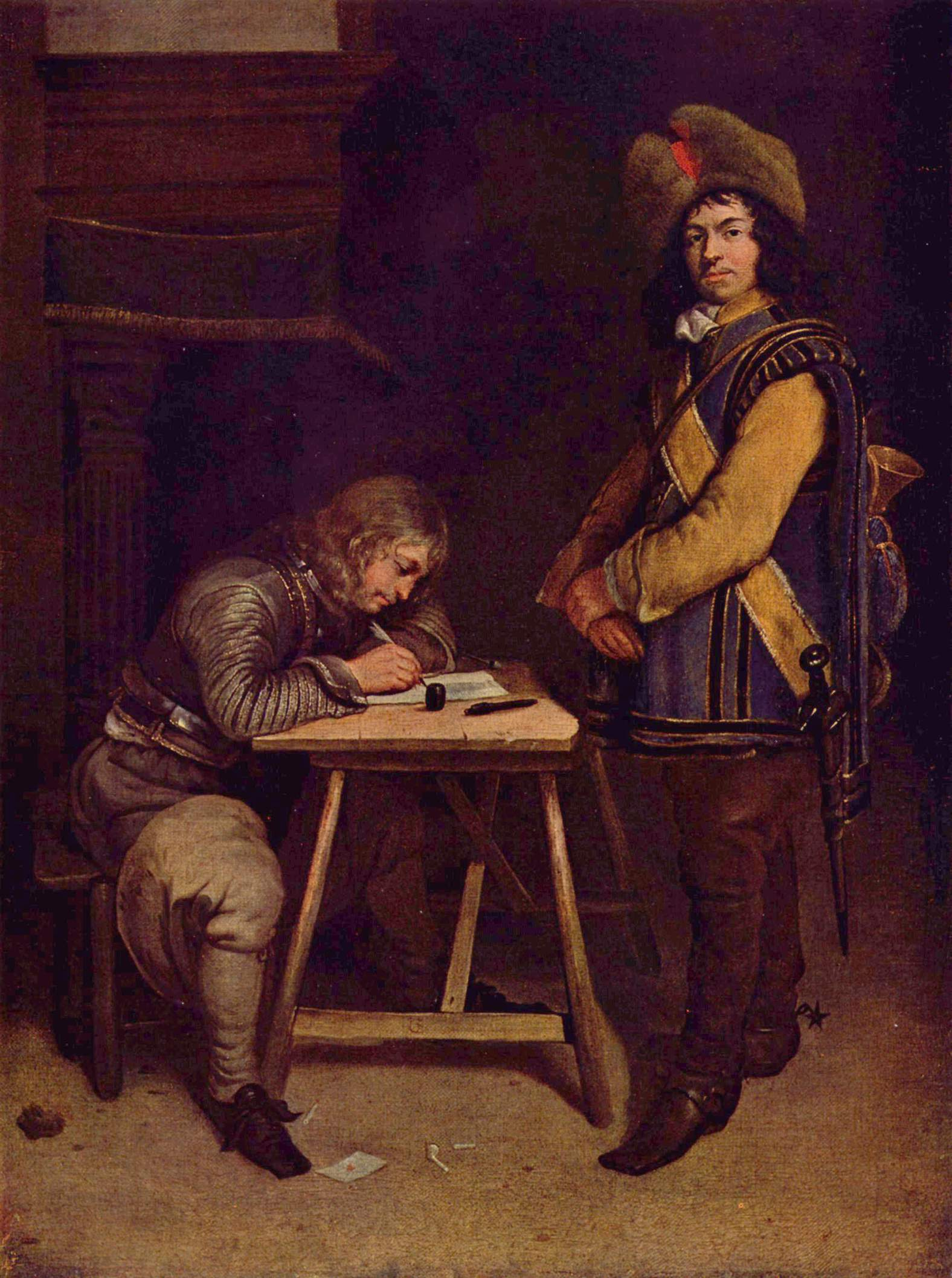
Der briefschreibende Offizier

- Dresden, Gemäldegalerie Alte Meister
  - Eine Dame, sich die Hände waschend, um 1655
  - Der brieflesende Offizier, um 1657/1658
- Frankfurt/M., Städelsches Kunstinstitut
  - Frau mit Weinglas, um 1656/1657[6]
- Gotha, Staatliche Galerie
  - Die Nachricht.
- Haarlem, Frans-Hals-Museum
  - Gruppenbildnis des Anthonis de Liedekercke, seiner Frau Willemina van Braeckel und seinem Sohn Samuel, um 1650–1655
- Hamburg, Kunsthalle
  - Bildnis des Nicolas Pancras, 1670
- Helsinki, Sinebrychoff-Kunstmuseum
  - Sitzende Frau mit Weinglas, um 1665
- Isselburg, Wasserburg Anholt
  - Bildnis der Gesina ter Borch als Schäferin.
- Kansas City, Nelson-Atkins Museum of Art
  - Bildnis eines Mannes.
- Kassel, Gemäldegalerie Alte Meister
  - Die Lautenspielerin, um 1667/1668
  - Junge Frau und Offizier beim Musizieren, um 1670–1675
  - Bildnis eines Mannes, um 1675–1681
- Köln, Wallraf-Richartz-Museum
  - Die Wachstube, um 1650–1660
  - Bildnis eines jungen Mannes, um 1670
- Leipzig, Museum der bildenden Künste
  - Bildnis einer Frau.

- London, National Gallery[7]

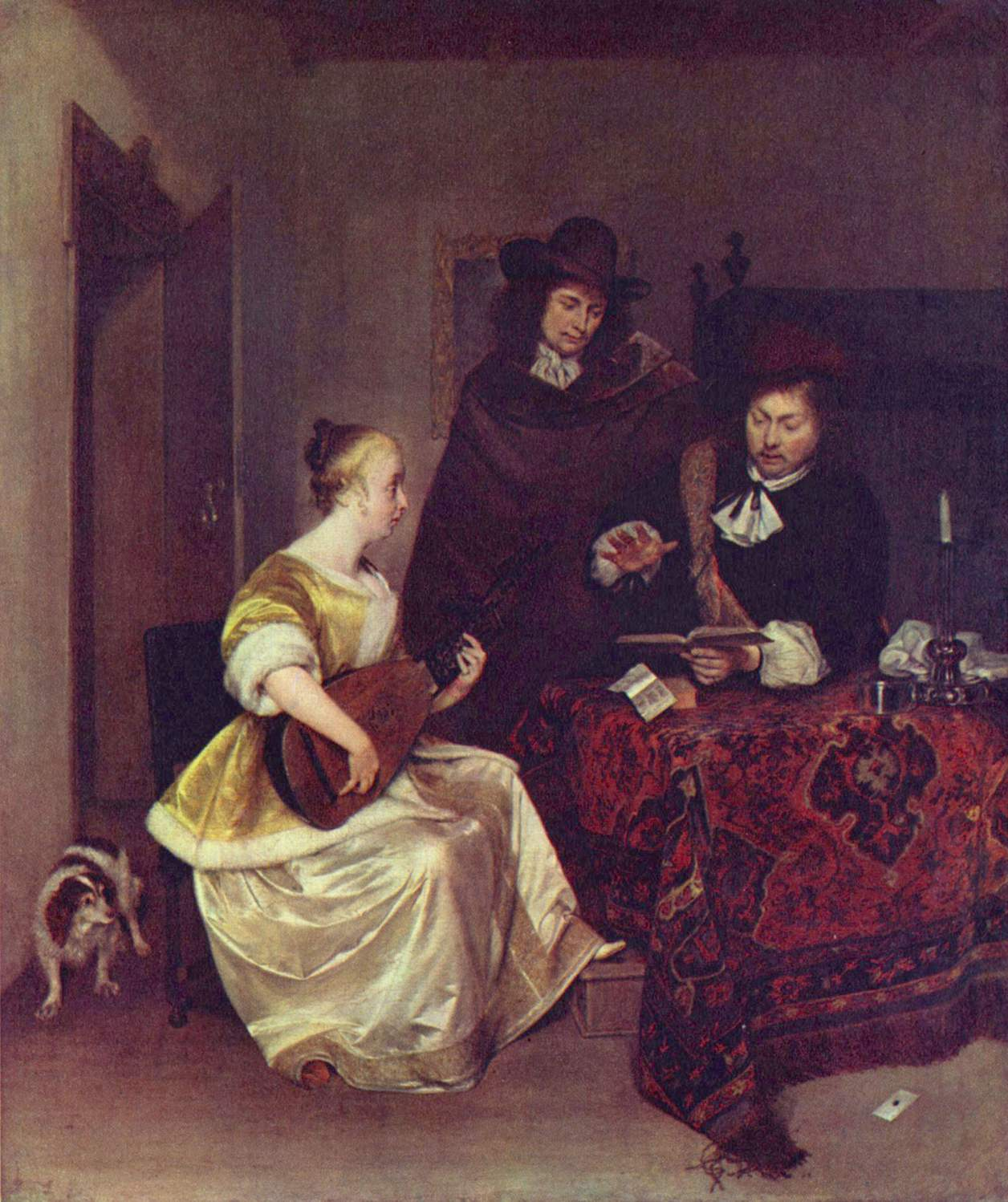
Junge Frau, zwei Männern auf einer Laute vorspielend

  - Der Friedensschluß zu Münster, 1648; Öl auf Kupfer, 45,4 × 58,5 cm, gestiftet 1871 von Sir Richard Wallace
  - Ein Offizier diktiert einen Brief, um 1655–1658
  - Bildnis eines jungen Mannes, um 1663/1664

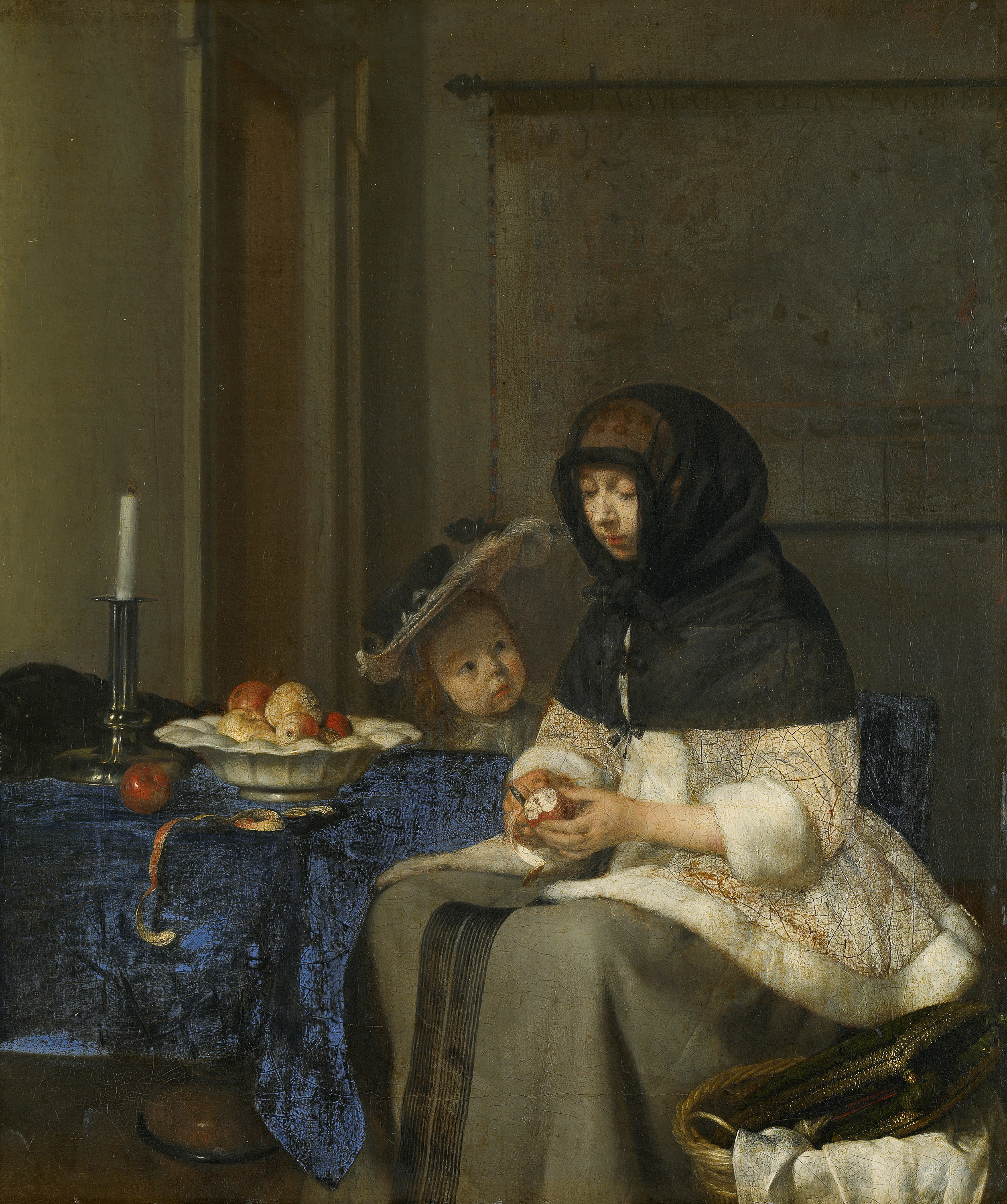
Die Apfelschälerin

  - Bildnis der Hermanna van der Cruis, um 1665–1669
  - Gitarre spielende Frau mit zwei Männern, um 1667/1668
- London, Royal Collection
  - Die Briefleserin. um 1660–1662[8]
- London, Victoria & Albert Museum
  - Kavaliere, 1638
- London, Wallace Collection
  - Frau, ihr Haar ordnend, um 1655–1660
  - Die Briefleserin, um 1660–1667
- Los Angeles, J. Paul Getty Museum
  - Eine Magd melkt eine Kuh, um 1652–1654
  - Der Pferdestall, um 1652–1654
  - Die Musikstunde, um 1668
- Lyon, Musée des Beaux-Arts
  - Die Briefleserin.
- Madrid, Museo Thyssen-Bornemisza[9]
  - Bildnis eines Mannes, 1652
  - Bildnis einer Frau, 1652
  - Bildnis eines lesenden Mannes, um 1675
- Manchester, Manchester Art Gallery
  - Bildnis des Gerbrand Pancras, 1670
- Melbourne, National Gallery of Victoria
  - Bildnis einer Frau mit Fächer[10]
- Montpellier, Musée Fabre
  - In einer Schenke.
- Moskau, Puschkin-Museum
  - Der galante Offizier, 1650
  - Bildnis einer stehenden Frau mit Fächer, um 1660–1670
  - Die Musikstunde.
- München, Alte Pinakothek
  - Ein Knabe floht seinen Hund, um 1655[11]
  - Der verweigerte Brief, um 1655
  - Bildnis eines Mannes, um 1660–1665
  - Bildnis einer Frau, um 1660–1665
- Münster, Stadtmuseum
  - Einzug des Gesandten Adriaan Pauw in Münster
  - Allegorie auf Hugo Grotius und den Westfälischen Frieden, um 1648
- New York, Frick Collection
  - Bildnis einer jungen Frau, um 1665–1670
- New York, Metropolitan Museum of Art
  - Die Neugier, um 1660
  - Bildnis des Jan van Duren, um 1660
  - Bildnis der Margaretha van Haexbergen, um 1660

- Paris, Musée National du Louvre

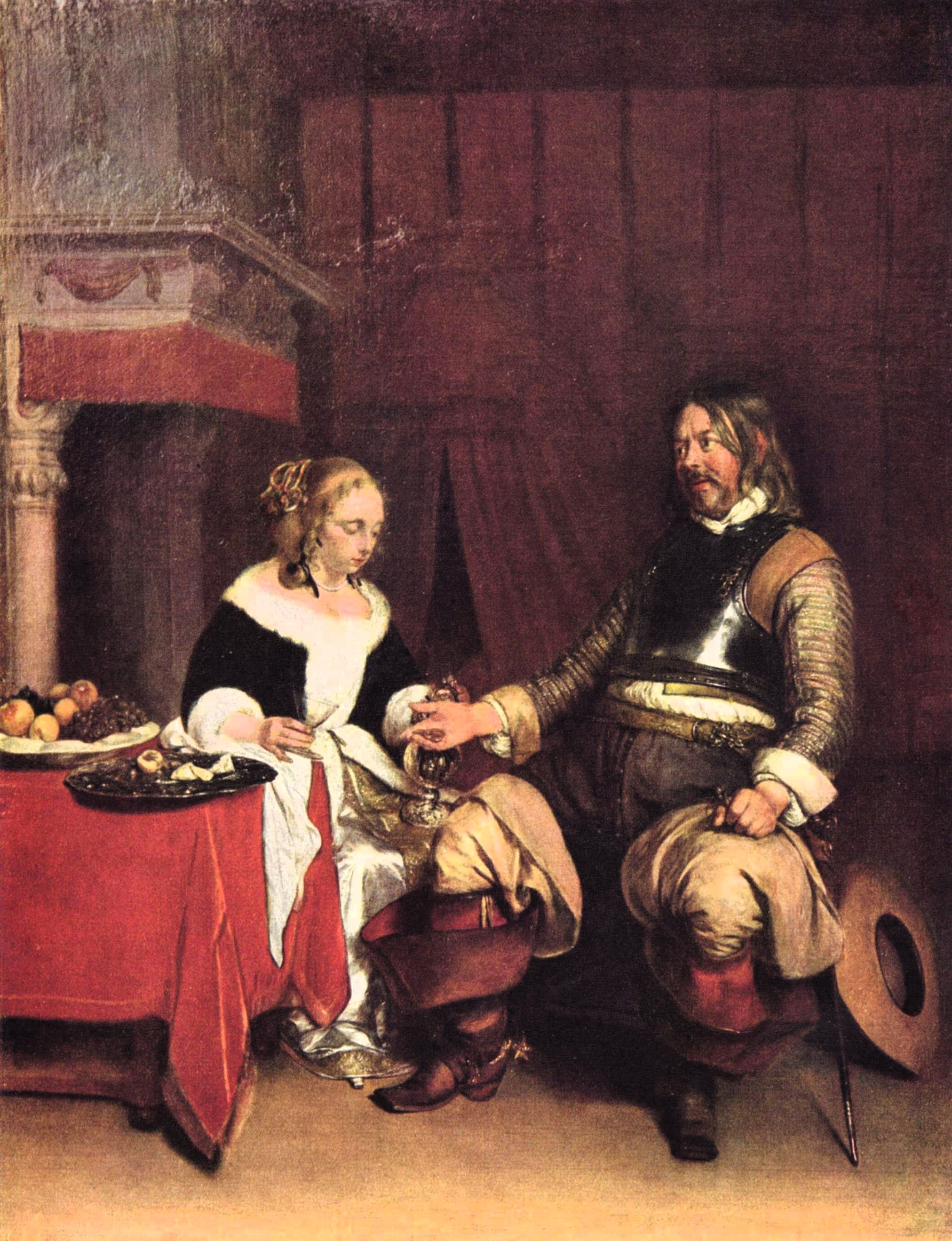
Der galante Soldat

  - Ein Soldat bietet einer Frau Geld an, um 1662/1663
  - Das Konzert, um 1657[12]
  - Die Lesestunde.
- Paris, Petit Palais
  - Galante Unterhaltung.
- Philadelphia, Museum of Art
  - Auf einen Brief wartender Bote, um 1657/1658[13]
- Polesden Lacey (The National Trust)
  - Das Tanzpaar, um 1660
- Rolandseck, Arp Museum Bahnhof Rolandseck
  - Bildnis eines Mannes um 1670 (Leihgabe Kunstsammlung Rau für UNICEF[14])
- Rotterdam, Museum Boymans-van Beuningen
  - Die Spinnerin, um 1652/1653
  - Bildnis des Grafen von Peñeranda.
  - Flaggellanten-Prozession[15]
- San Francisco, Fine Arts Museum
  - Bildnis eines Mannes in Schwarz, um 1639/1640
- Shorehaven, Collection E. L. Garbaty
  - Bildnis eines jungen Mannes.

- Schwerin, Staatliches Museum
  - Der Besuch, 1658
  - Der Lesende
- St. Petersburg, Eremitage
  - Das Glas Limonade, um 1655–1660
  - Bildnis eines Offiziers, um 1680
  - Bildnis der Catarina van Leunink
  - Die Nachricht.
  - Der Violinenspieler.

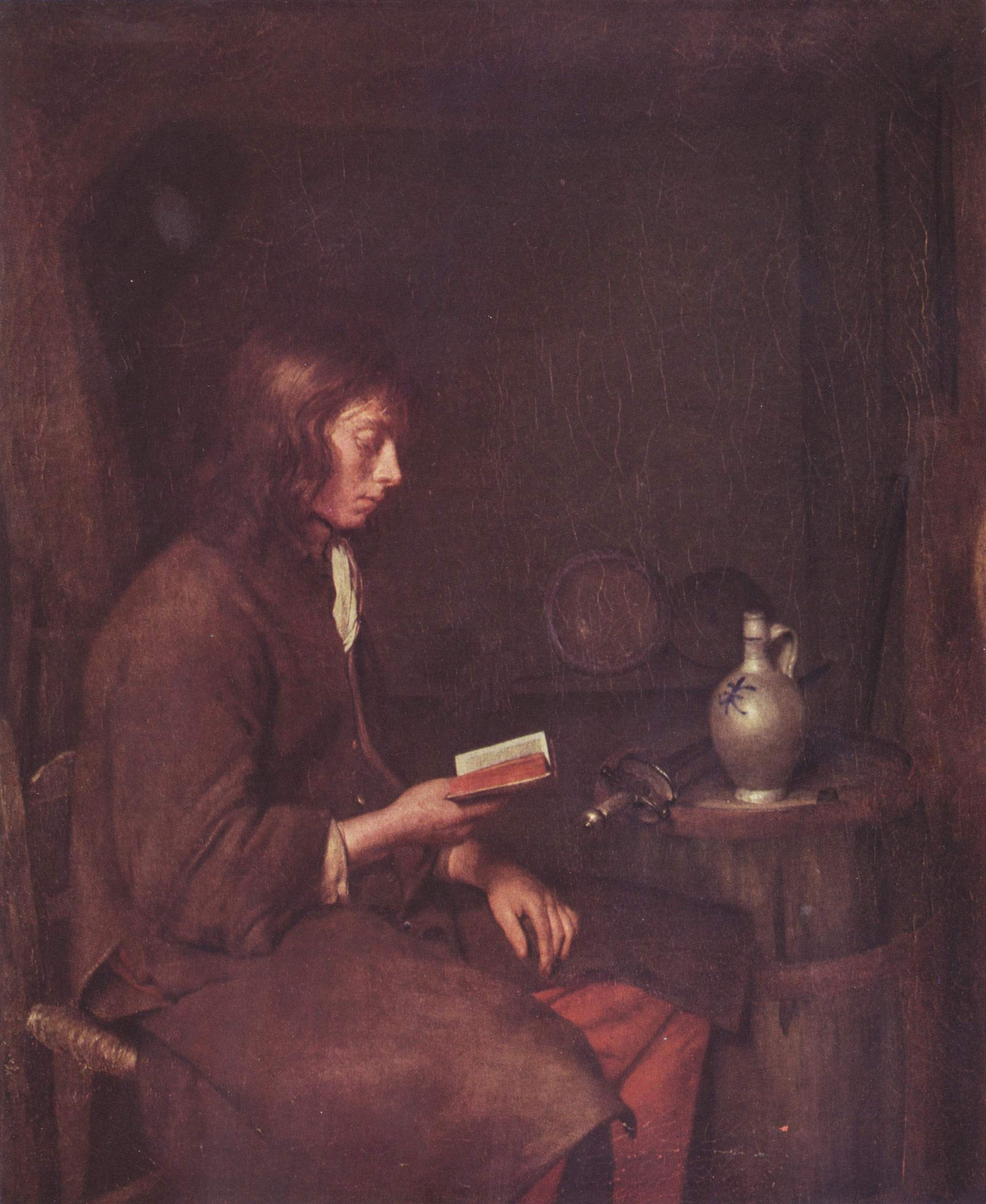
Der Lesende

- Vaduz, Sammlungen des Fürsten von Liechtenstein
  - Bildnis des Jan van Goyen, um 1652/1653
- Versailles, Sammlung H. Leroux
  - Bildnis eines Mannes, um 1648
- Warschau, Muzeum Narodowe
  - Ein Offizier diktiert einen Befehl.
- Washington, National Gallery of Art
  - Der Besucher, um 1658

- Wien, Kunsthistorisches Museum
  - Die Apfelschälerin, um 1660
  - Bildnis der Hermanna van der Cruis, um 1667–1669
- Winterthur, Sammlung Oskar Reinhart «Am Römerholz»
  - Die Kartenspieler, um 1650
- Zürich, Sammlung E. G. Bührle
  - Der Besuch, um 1660

### „Väterliche Ermahnung“

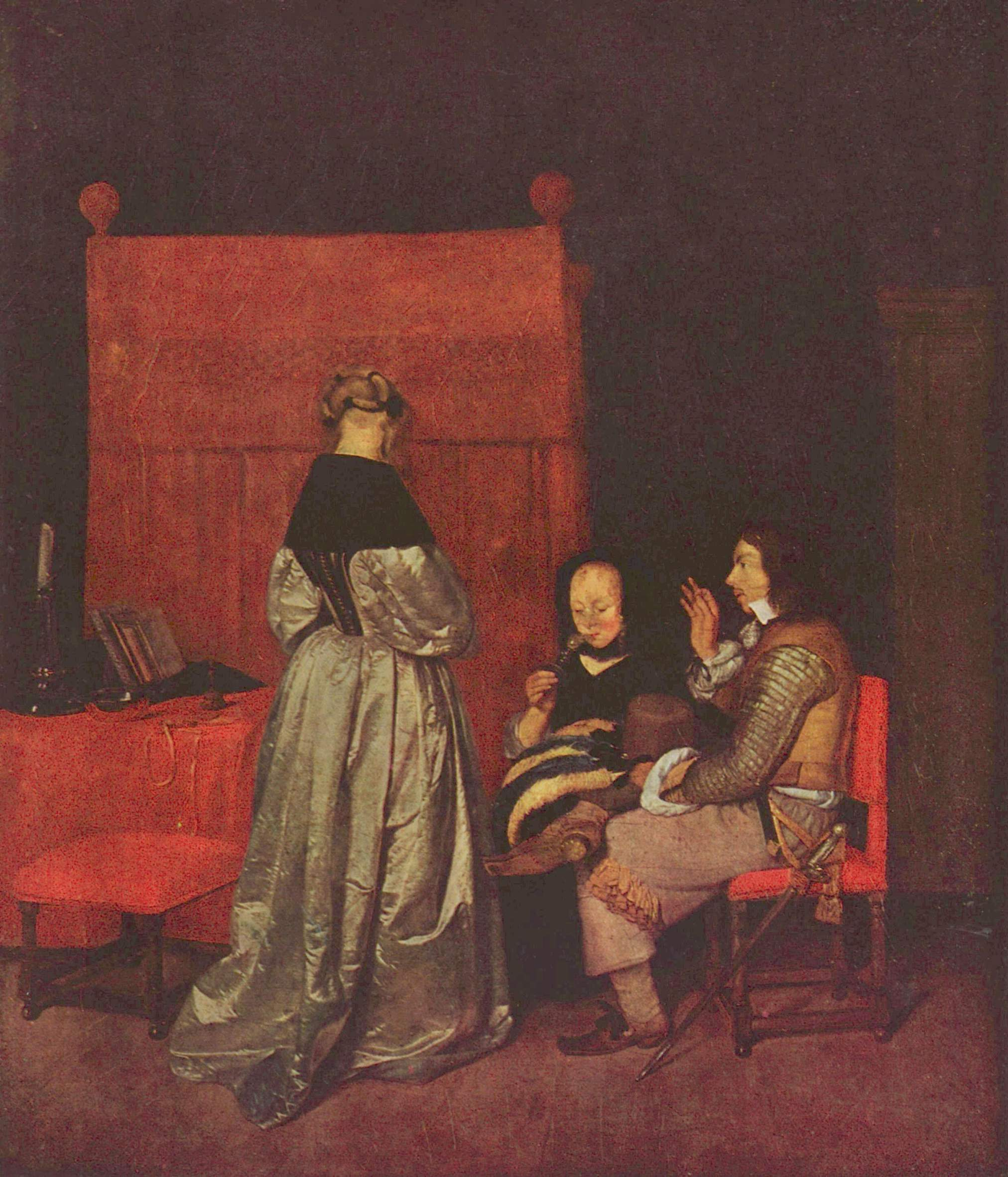
Väterliche Ermahnung

Zu seinen bekanntesten Werken zählt die früher sogenannte Väterliche Ermahnung, entstanden 1655 (Gemäldegalerie Berlin). Es existiert eine ähnliche Version im Rijksmuseum Amsterdam, die dort unter dem Titel Galante Konversation geführt wird. Die Rückenfigur der Dame im weißen Atlaskleid erscheint darüber hinaus auch separat in einem „um 1655“ datierten Gemälde vor dem Bett mit roten Vorhängen (Staatliche Kunstsammlungen Dresden) sowie in zwei späteren Varianten („Die Musikstunde“, 1660; „Brieflesende Dame mit Page“, 1660). Über die Jahrhunderte wurden in der Forschung verschiedene mögliche Sujets diskutiert. Vorgeschlagen wurden unter anderem eine häusliche Szene, die zeigt, wie der Vater die Tochter rügt, sowie eine Brautwerbung. Seit dem 20. Jahrhundert ist sich die Forschung jedoch einig darüber, dass es sich um eine Oberschicht-Bordellszene handelt. Vorübergehend hielt sich das Gerücht, der Mann habe einmal eine Münze in der Hand gehalten, die von einem späteren Besitzer wegretuschiert worden sei. Nach eingängigen Untersuchungen stellte sich dies jedoch als falsch heraus. Argumentativ für eine Bordellszene verwies die Forschung auf die verschiedenen Objekte im Gemälde, wie die Kerze (leicht entflammbare Liebe) auf dem Tisch oder das Bett (Geschlechtsakt) im Hintergrund. Auch wenn eine sichere Deutung des Sujets schwierig ist, kann die häusliche Szene als Bildthema ausgeschlossen werden.